# Віковий дуб (Сколе, центр міста)
Вікови́й дуб — ботанічна пам'ятка природи місцевого значення в Україні. Розташована в центральній частині міста Сколе Львівської області, на вулиці Данила Галицького (біля будинку № 16). 
Площа 0,03 га. Статус надано 1984 року. Перебуває у віданні Сколівської міської ради. 
Статус надано з метою збереження одного екземпляра вікового дуба.